# Camille Verfaillie

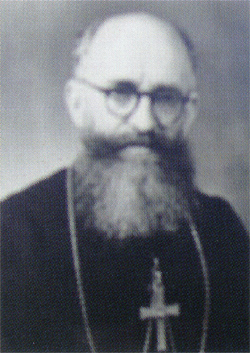

Camille Verfaillie S.C.I. (Hooglede, 4 juli 1892 – 22 januari 1980) was een Priester van het Heilig Hart. Hij hoorde bij de eerste klas leerlingen van het SCI-juvenaat in Tervuren (1904) waar hij als primus perpetuus afstudeerde. Hij werd priester gewijd op 13 juli 1924 en ging in 1926 als missionaris naar de jonge missie van Stanley Falls in Kongo. In 1934 volgde hij er als apostolisch vicaris Mgr. Emile Gabriel Grison SCI, de stichter van het missiegebied Stanleystad. Nog in 1934 werd pater Verfaillie tot bisschop gewijd. Hij bouwde de missiepost Stanleystad uit tot een groot diocees dat in 1949 kon worden opgesplitst in twee vicariaten, Stanleystad en Wamba. Mgr. Verfaillie nam als concilievader deel aan alle vier de sessies van het Tweede Vaticaans Concilie. In 1958 ging hij op emeritaat.

## Foto's

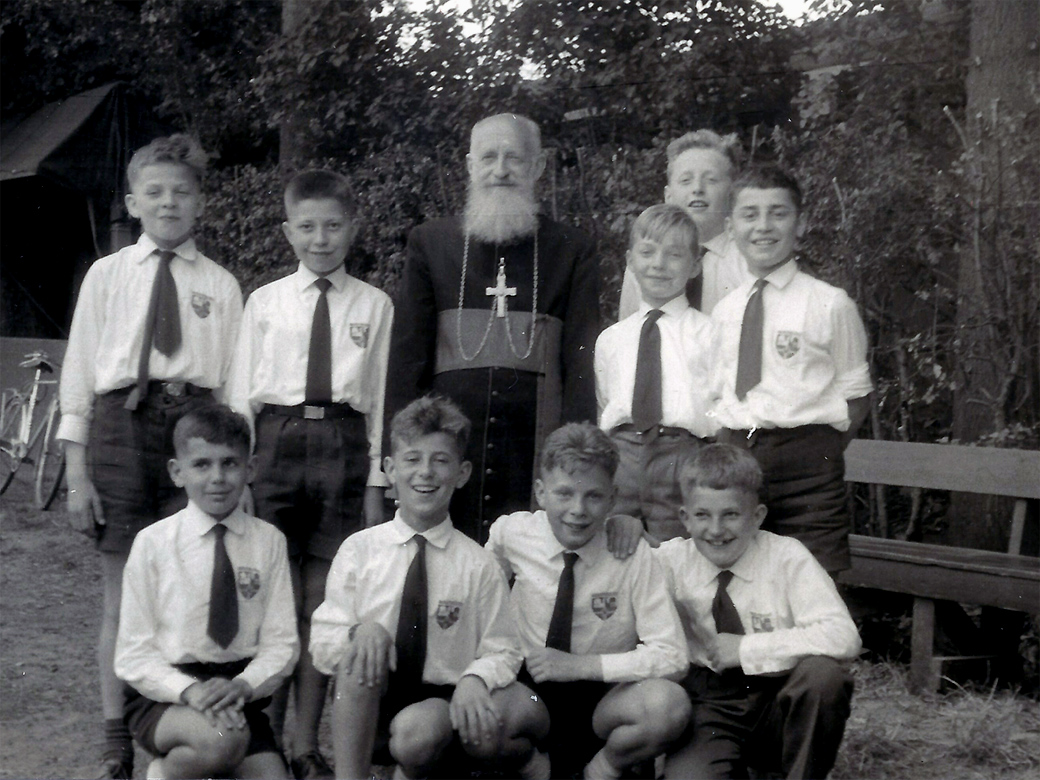
Jubileum Mgr. Verfaillie (Tervuren 1962) met Rik Van Eynde, Karel Van Rompaey, Jean-Paul Detienne, Jan Brijs, Julien Maes, Kamiel De Smedt, Johan Goethals, Jan Bollaerts, Alfred Albrecht